# Centro sportivo Mario Gavagnin-Sinibaldo Nocini
Il centro sportivo Mario Gavagnin-Sinibaldo Nocini è un complesso sportivo polifunzionale ubicato nel quartiere di Borgo Venezia della città italiana di Verona, dedicato alla pratica di baseball, rugby e calcio.
Inaugurato sul finire degli anni 1970, è intitolato alla memoria delle due figure illustri dello sport veronese che furono artefici della sua costruzione, ossia Mario Gavagnin (1912-1961), assessore allo sport del Comune di Verona e fondatore della Polisportiva Libertas Montorio, e Sinibaldo Nocini (1922-2003), cardiologo e medico dello sport, nonché presidente della Virtus Verona, squadra di calcio di Borgo Venezia. 

## Strutture

### Rugby
Il campo da rugby XV, dotato di tribune per 600 spettatori, è stato la sede del Verona Rugby sino al novembre 2018, allorché la società si è trasferita al Payanini Center. Successivamente vi si è stabilita la Scaligera Rugby Verona.

### Baseball
Nel centro sportivo è anche presente un campo da baseball, ove hanno sede le società del Verona Baseball e dei Dynos Verona Baseball & Softball. L'impianto è stato una delle sedi di gara dei Mondiali di baseball del 2009, in occasione dei quali è stato ristrutturato con fondi regionali e comunali, in modo da essere idoneo ad ospitare partite internazionali. Gli spalti hanno una capienza massima di 1000 spettatori. 

### Calcio
Il campo da calcio è sede delle gare interne della Virtus Verona. Ristrutturato dapprima nel 2016, con la costruzione di una tribuna coperta capace di 980 spettatori, è stato poi ulteriormente potenziato nel 2018 (in vista della partecipazione della Virtus alla Serie C), realizzando una "curva" da 500 posti per i tifosi ospiti; la capienza complessiva è così arrivata a 1500 spettatori.
Nel 2020 il campo da calcio del Gavagnin-Nocini è stato adottato transitoriamente come terreno interno dall'Imolese, per consentire interventi d'adeguamento allo stadio Romeo Galli di Imola. Per oltre metà della stagione 2024-25 ne ha altresì usufruito in modo analogo il Caldiero, sempre per permettere l'adeguamento al professionismo del proprio impianto.